# 12378 Johnston
12378 Johnston este o planetă minoră (asteroid) din centura de asteroizi. A fost descoperită pe 15 august 1994 la Observatorul Siding Spring de Robert H. McNaught. 
Obiectul prezintă o orbită caracterizată de o semiaxă mare de 2,7027529 UAi, o excentricitate de 0,33, o înclinație de 16,82142 ° în raport cu ecliptica.